# Enjale
Enjale é uma aldeia da Ilha de São Tomé de São Tomé e Príncipe.